# Sylvester Kimeli Teimet
Sylvester Kimeli Teimet (* 1984) ist ein kenianischer Marathonläufer.
2006 wurde er Sechster beim Dublin-Marathon. Im Jahr darauf siegte er beim Göteborgsvarvet. 2008 gewann er den Marathon von Zhengzhou, verteidigte seinen Titel in Göteborg mit seiner Halbmarathon-Bestzeit von 1:01:21 h und siegte beim Gyeongju International Marathon in 2:09:53 h. 
2009 wurde er Dritter beim Seoul International Marathon in 2:10:11 und Fünfter beim Chuncheon-Marathon.
Zu Beginn der Saison 2010 stellte er beim Seoul International Marathon mit 2:06:49 einen Streckenrekord auf.